# Ortsrufanlage

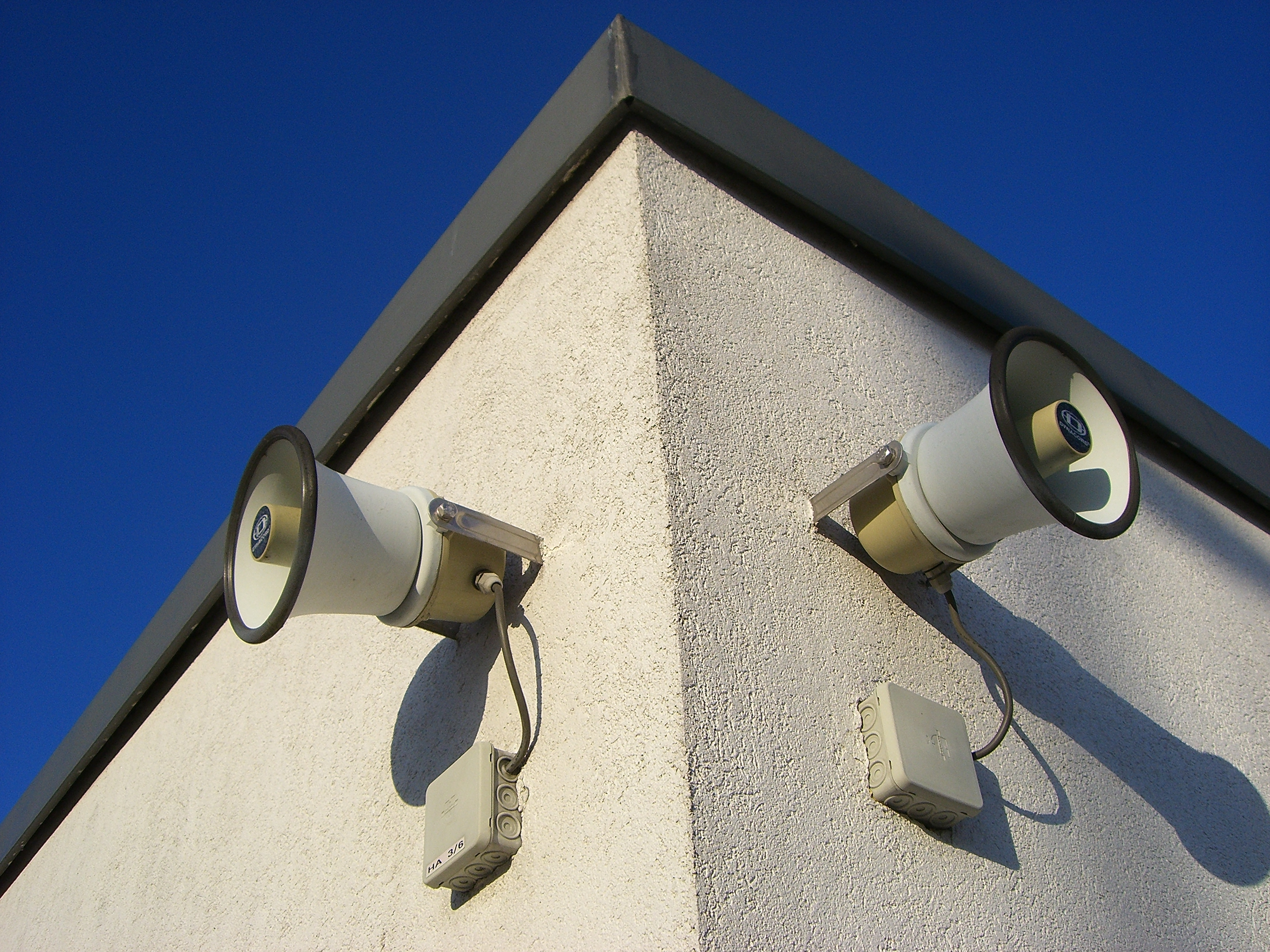
Druckkammerlautsprecher, wie sie auch in Ortsrufanlagen eingesetzt wurden.

Eine Ortsrufanlage, auch Ortsfunk, Dorffunk oder Stadtfunk genannt, ist eine heute fast nicht mehr gebräuchliche Einrichtung zur Bekanntgabe wichtiger Informationen innerhalb einer Ortschaft. Der Ortsfunk wird – anders als der Name suggeriert – nicht über Funk, sondern über leitungsgebundene Lautsprecheranlagen innerhalb der Ortschaft verbreitet.

## Geschichte

Ortsrufanlage Pösing, Lautsprecher Typ 1

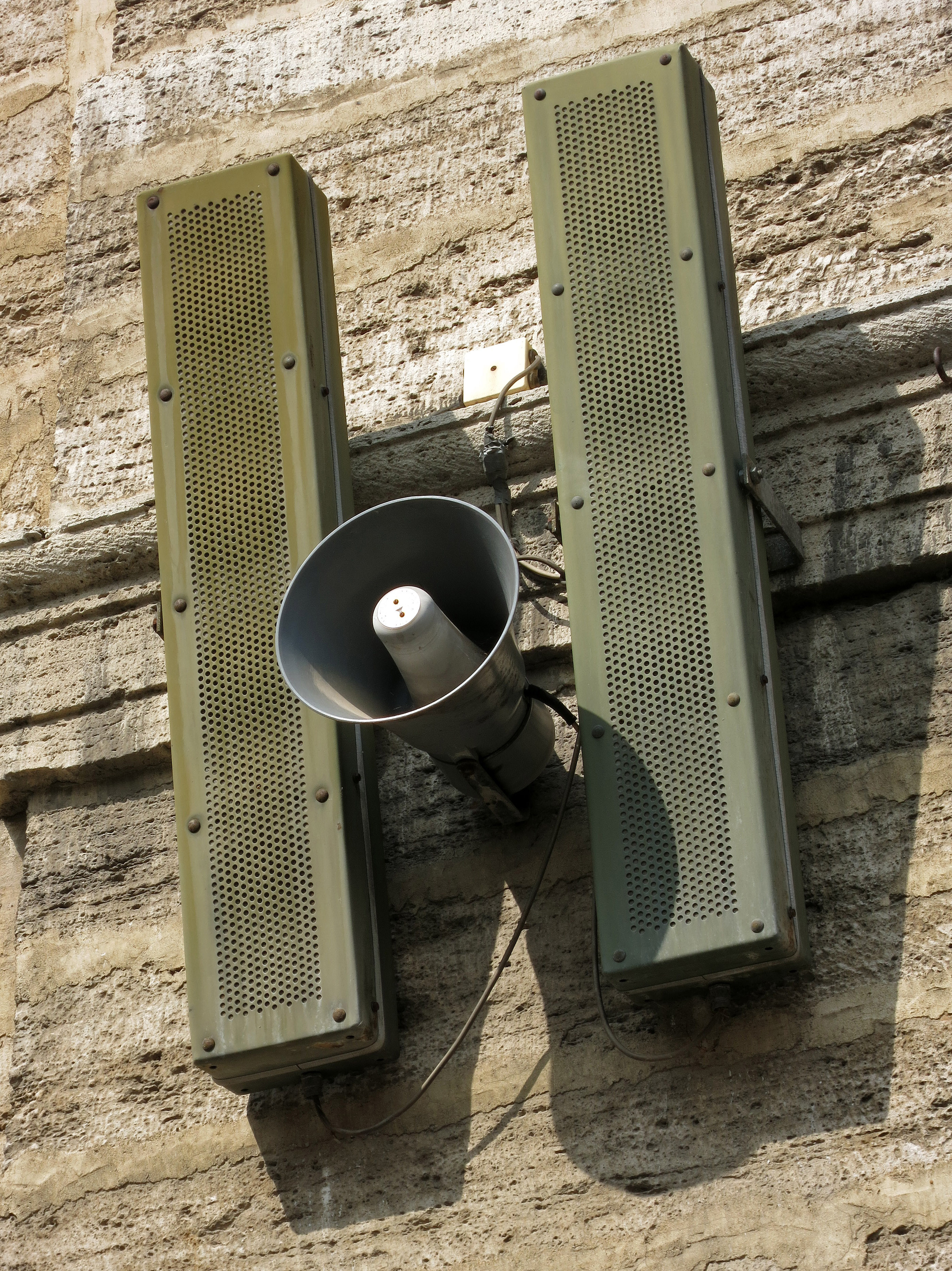
Stadtrufanlage in Bad Langensalza

Die Verbreitung von Neuigkeiten und amtlichen Verkündigungen war vor dem Beginn des Kommunikationszeitalters Aufgabe von Gemeindedienern, die wegen der mitgeführten Glocke in manchen Gegenden auch „Ausscheller“ genannt wurden. Ihre Aufgabe wurde in der Mitte des 20. Jahrhunderts in einigen Gemeinden vom Ortsfunk übernommen.
Als Erfinder und erster Installateur gilt der Elektromeister Wilhelm Glaser. Er installierte die erste Nachrichtenanlage in Karlsruhe Hauptbahnhof und in seinem Wohnort Untergrombach 1939 die erste Ortsrufanlage. Offensichtlich fehlten Glaser Geld und Zeit, ein Patent anzumelden. Er soll aber, der Bedeutung der Erfindung entsprechend, im Berliner Reichspropagandaministerium empfangen worden sein.
Seine größte Verbreitung fand der Ortsfunk in den 1950er Jahren. Mit der besseren Verfügbarkeit von Rundfunk, Fernsehen und Tageszeitungen in vielen Haushalten nahm die Bedeutung im Laufe der 1960er und 1970er Jahre so weit ab, dass in den meisten Gemeinden der Betrieb wieder eingestellt wurde. Mancherorts waren die Anlagen aber noch bis in die 1990er Jahre in Betrieb oder wurden wieder reaktiviert, dabei müssen oft erhebliche Anstrengungen unternommen werden, um noch Ersatzteile für die teilweise jahrzehntealten Anlagen zu beschaffen.
„Dorffunk“ ist die Bezeichnung einer vom Fraunhofer-Institut für Experimentelles Software Engineering IESE entwickelten Mobilen App, die als Kernstück in dem 2015 begonnenen Projekt Digitale Dörfer fungiert.

## Inhalte
Die Verlautbarungen, die ein oder mehrmals täglich verkündet wurden, wurden meist musikalisch, häufig mit Marschmusik, eingeleitet. In Meckesheim wurde beispielsweise zur Bekanntgabe von Todesfällen die Marschmusik durch ein Streichquartett ersetzt.
Übliche Inhalte der Verlautbarungen waren wichtige Termine des Dorfgeschehens, wie Gemeinderatssitzungen, Heiraten, Geburten, Todesfälle, Holz- und Obstbaumversteigerung, Impftermine und Fundsachen, aber auch nicht Amtliches wie Vereinsnachrichten und die Ankündigungen von Dorffesten.

## Technik
Der Ortsfunk war im eigentlichen Sinne eine Beschallungsanlage, die sich – wie bereits oben erwähnt – mit einem Netz von Lautsprechern über eine ganze Ortschaft oder Stadt erstreckte. Die elektrischen Tonsignale wurden in der 100-Volt-Technik über ein Leitungsnetz zu den Lautsprechern übertragen. Die Lautsprecher waren entweder elektromagnetische Lautsprecher, die wegen der statischen Spule mit einer ausreichend hohen Impedanz hergestellt werden konnten, oder über einen Transformator angeschlossene, niederohmige Lautsprecher mit Schwingspule. Das erlaubte den Betrieb mit Leitungslängen bis zu einigen Kilometern ohne zusätzliche Verstärker und Stromversorgung. Wegen der hohen Impedanz konnten alle Lautsprecher einfach parallel geschaltet werden. Im Zuge des technischen Fortschritts wurden die Lautsprecher teilweise durch Druckkammerlautsprecher ersetzt.
Üblicherweise befand sich im Rathaus ein kleines „Tonstudio“ mit einem Mikrofon für die Aufnahme der Durchsagen und einem Schallplattenspieler oder Tonbandgerät zur Einspielung von Musik. Die Durchsagen wurden nicht aufgezeichnet, sondern direkt ausgestrahlt.

## Aktuelle Beispiele

### Deutschland
- Albertshofen[9]
- Allendorf (Dautphetal)
- Herzhausen (Dautphetal)
- Appenrode, Thüringen[10]
- Beberstedt, Thüringen[11]
- Duttweiler
- Forbach (Baden)[12]
- Friedensdorf (Dautphetal)[13][14]
- Ifta, Thüringen[15]
- Hommertshausen (Dautphetal)
- Hügelheim, Markgräflerland[16] Die hier gemachten Durchsagen können seit Juli 2010 auch im Internet nachgelesen werden.[17]
- Kappelrodeck[18]
- Kolitzheim-Zeilitzheim
- Laisa[19]
- Leisenwald, Hessen[20]
- Neupotz, Rheinland-Pfalz[21]
- Niederlaasphe, Nordrhein-Westfalen (einzige Anlage in NRW)[22]
- Pfaffenwiesbach
- Pösing (Oberpfalz)[23][24]
- Reichenbuch
- Schönbach (Herborn)
- Senheim
- Sickershausen (immer donnerstags um 18 Uhr)[25]
- Sinntal-Jossa, Hessen[26]
- Waldhausen im Odenwald[27]
- Waschenbach[28]
- Tschirn
- Winningen
- Wipfeld, Bayern[29]
- Hauswurz (Neuhof), Hessen

### International

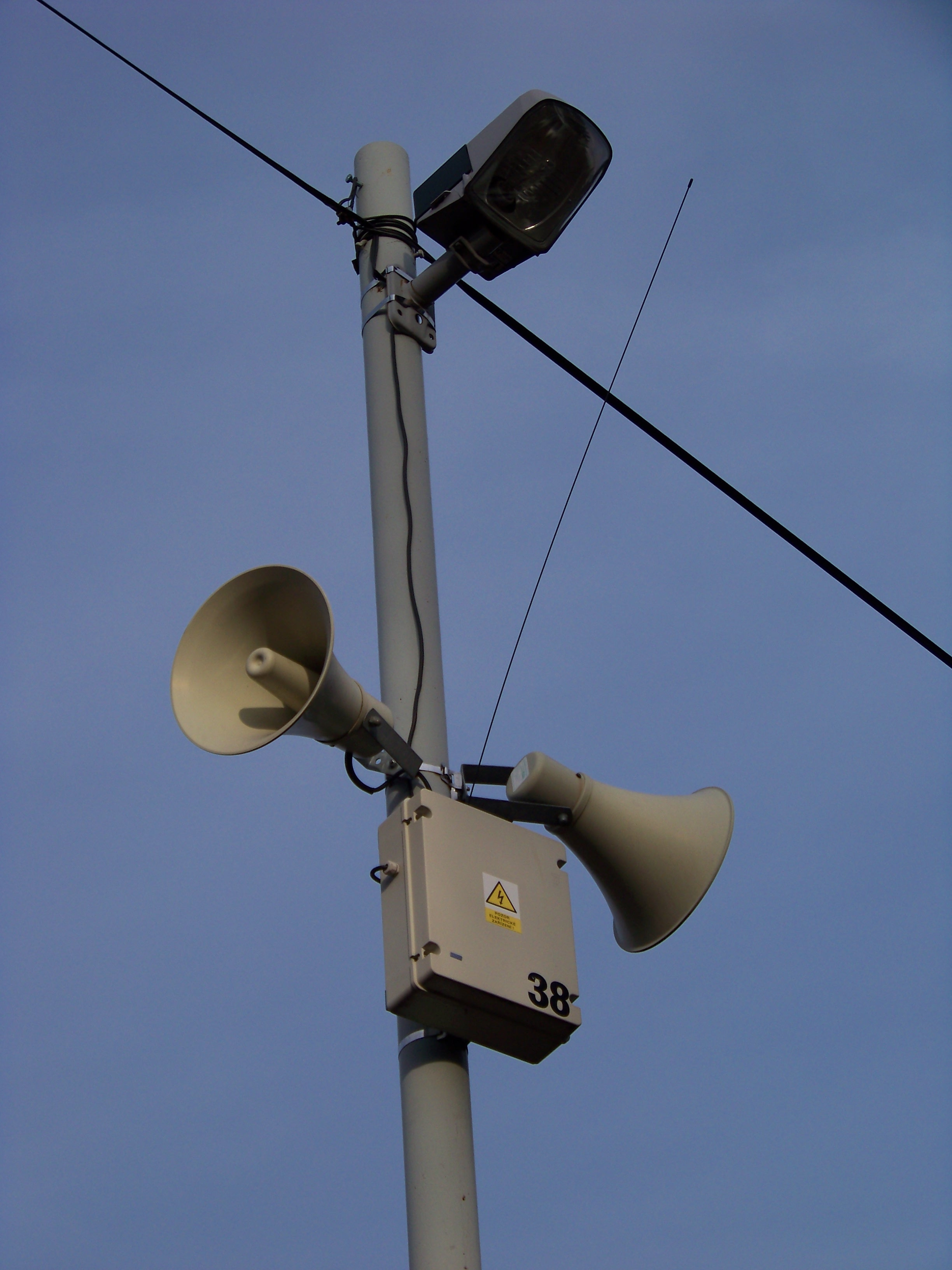
Typisches Arrangement einer Ortsrufanlage auf dem Gebiet der ehemaligen Tschechoslowakei

Auf dem Gebiet der ehemaligen Tschechoslowakei fanden Ortsrufanlagen (městský rozhlas (tschechisch), mestský rozhlas (slowakisch), deutsch: Stadtfunk) in der Ära des Kommunismus weite Verbreitung. Viele von ihnen sind auch heute (2019) noch in Betrieb; etliche wurden sogar modernisiert, etwa in Roudnice nad Labem.
In japanischen Großstädten stehen Ortsrufanlagen noch heute im alltäglichen Bedarf. Neben der Möglichkeit zur Nutzung als Warnmittel im Katastrophenschutz werden über die Ortsrufanlagen täglich – meistens um 17 Uhr oder jahreszeitabhängig bei Sonnenuntergang – MIDI-Melodien gespielt, die als Zeitzeichen für Kinder dienen. Auf diesem Wege werden sie dazu aufgefordert, nachhause zu gehen, um einer erhöhten Gefahr von Gewalt und Missbrauch gegen Kinder vorzubeugen.